# Liste des résolutions du Conseil de sécurité des Nations unies adoptées en 2009
Les résolutions du Conseil de sécurité des Nations unies sont les décisions qui sont votées par le Conseil de sécurité des Nations unies.
Une telle résolution est acceptée si au moins neuf des quinze membres (depuis le 17 décembre 1963, 11 membres avant cette date) votent en sa faveur et si aucun des membres permanents qui sont la Chine, les États-Unis, la France, le Royaume-Uni et la Russie (l'Union soviétique avant 1991) n'émet de vote contre (qui est désigné couramment comme un veto).

## Résolutions 1860 à 1869
- Résolution 1860 : la situation au Moyen-Orient, y compris la question palestinienne.
- Résolution 1861 : la situation au Tchad, en République centrafricaine et dans la sous-région.
- Résolution 1862 : paix et sécurité en Afrique.
- Résolution 1863 : la situation en Somalie.
- Résolution 1864 : lettre datée du 22 novembre 2006, adressée au président du Conseil de sécurité par le secrétaire général (S/2006/920) .
- Résolution 1865 : la situation en Côte d’Ivoire.
- Résolution 1866 : la situation en Géorgie.
- Résolution 1867 : la situation au Timor-Leste.
- Résolution 1868 : la situation en Afghanistan.
- Résolution 1869 : la situation en Bosnie-Herzégovine.

## Résolutions 1870 à 1879
- Résolution 1870 : rapports du secrétaire général sur le Soudan.
- Résolution 1871 : la situation concernant le Sahara occidental.
- Résolution 1872 : la situation en Somalie.
- Résolution 1873 : la situation à Chypre.
- Résolution 1874 : non-prolifération : république populaire démocratique de Corée.
- Résolution 1875 : la situation au Moyen-Orient.
- Résolution 1876 : la situation en Guinée-Bissau.
- Résolution 1877 : tribunal international chargé de juger les personnes accusées de violations graves du droit international humanitaire commises sur le territoire de l’ex-Yougoslavie depuis 1991.
- Résolution 1878 : tribunal pénal international chargé de juger les personnes accusées d’actes de génocide ou d’autres violations graves du droit international humanitaire commis sur le territoire du Rwanda et les citoyens rwandais accusés de tels actes ou violations commis sur le territoire d’États voisins entre le 1er janvier et le 31 décembre 1994.
- Résolution 1879 : lettre datée du 22 novembre 2006, adressée au président du Conseil de sécurité par le secrétaire général (S/2006/920) .

## Résolutions 1880 à 1889
- Résolution 1880 : la situation en Côte d’Ivoire.
- Résolution 1881 : rapports du secrétaire général sur le Soudan.
- Résolution 1882 : les enfants et les conflits armés.
- Résolution 1883 : la situation concernant l’Irak.
- Résolution 1884 : la situation au Moyen-Orient.
- Résolution 1885 : la situation au Liberia.
- Résolution 1886 : la situation en Sierra Leone.
- Résolution 1887 : maintien de la paix et de la sécurité internationales : non-prolifération et désarmement nucléaires.
- Résolution 1888 : les femmes et la paix et la sécurité.
- Résolution 1889 : les femmes et la paix et la sécurité.

## Résolutions 1890 à 1899
- Résolution 1890 : la situation en Afghanistan.
- Résolution 1891 : rapports du secrétaire général sur le Soudan.
- Résolution 1892 : la question concernant Haïti.
- Résolution 1893 : La situation en Côte d’Ivoire.
- Résolution 1894 : Protection des civils en période de conflit armé.
- Résolution 1895 : La situation en Bosnie-Herzégovine.
- Résolution 1896 : La situation concernant la république démocratique du Congo.
- Résolution 1897 : La situation en Somalie.
- Résolution 1898 : La situation à Chypre
- Résolution 1899 : La situation au Moyen-Orient.

## Résolutions 1900 à 1907
- Résolution 1900 : Tribunal international chargé de juger les personnes accusées de violations graves du droit international humanitaire commises sur le territoire de l’ex-Yougoslavie depuis 1991.
- Résolution 1901 : Tribunal international chargé de juger les personnes accusées d’actes de génocide ou d’autres violations graves du droit international humanitaire commis sur le territoire du Rwanda et les citoyens rwandais accusés de tels actes ou violations commis sur le territoire d’États voisins entre le 1er janvier et le 31 décembre 1994.
- Résolution 1902 : La situation au Burundi.
- Résolution 1903 : La situation au Libéria.
- Résolution 1904 : Menaces contre la paix et la sécurité internationales résultant d’actes de terrorisme.
- Résolution 1905 : La situation concernant l’Iraq.
- Résolution 1906 : La situation concernant la république démocratique du Congo.
- Résolution 1907 : Paix et sécurité en Afrique.